# Gramatyka kontekstowa
Gramatyka kontekstowa (ang. context-sensitive grammar) – gramatyka formalna, której reguły są postaci:
{\displaystyle \alpha A\beta \to \alpha \,\gamma \beta ,}
gdzie:
{\displaystyle A} – symbol nieterminalny,
{\displaystyle \alpha ,} {\displaystyle \beta } – dowolne ciągi symboli terminalnych i nieterminalnych (mogą być puste),
{\displaystyle \gamma } – dowolny niepusty ciąg symboli terminalnych i nieterminalnych.
Każda gramatyka kontekstowa definiuje pewien język kontekstowy. Należy zwrócić uwagę, że właściwa reguła to {\displaystyle A\to \gamma ,} ciągi {\displaystyle \alpha } i {\displaystyle \beta } stanowią kontekst, w którym dopuszczalne jest zastosowanie tej reguły, stąd właśnie pochodzi nazwa tej klasy gramatyk.
Funkcjonuje również równoważna (z dokładnością do słowa pustego) definicja gramatyki kontekstowej: gramatyką kontekstową nazywa się gramatykę, której reguły są postaci:
{\displaystyle \alpha \to \beta ,}
gdzie {\displaystyle \alpha } i {\displaystyle \beta } są dowolnymi ciągami symboli terminalnych i nieterminalnych spełniającymi warunek:
{\displaystyle |\alpha |\leqslant |\beta |,}
gdzie {\displaystyle |\alpha |} oznacza liczbę symboli w ciągu {\displaystyle \alpha .} Takie gramatyki nazywa się też gramatykami monotonicznymi z uwagi na to, że liczba symboli podczas wyprowadzania słowa nigdy nie maleje.
Gramatyki kontekstowe zostały wprowadzone przez Noama Chomskiego w roku 1950 jako sposób formalnego opisu języków naturalnych, w których często poprawność wystąpienia słowa zależy od kontekstu, w którym jest ono umieszczone.